# Provincia de Mulay Yacub
La provincia de Mulay Yacub es una de las provincias de Marruecos, parte de la región Fez-Mequinez. Tiene 150.422 habitantes censados en 2004. 

## División administrativa
La provincia de Mulay Yacub consta de 1 municipio y 10 comunas:

### Municipios
- Mulay Yacub

### Comunas
- Ain Bou Ali
- Ain Chkef
- Ain Kansra
- Laajajra
- Louadaine
- Mikkes
- Oulad Mimoun
- Sebaa Rouadi
- Sebt Loudaya
- Sidi Daoud